# Cinéorama

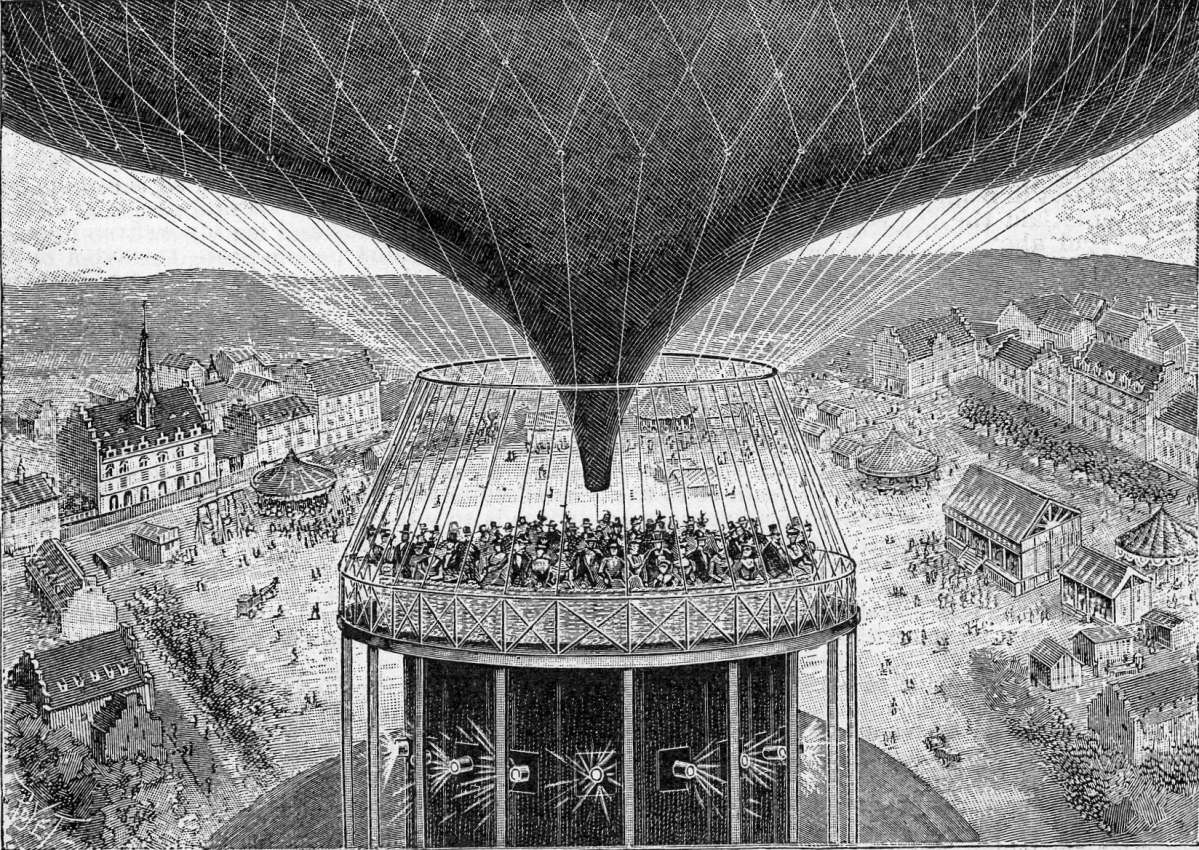
Cinéorama

Le Cinéorama est un procédé de projection cinématographique sur un écran circulaire balayé par dix projecteurs synchronisés.
Le procédé fut mis au point par le Français Thomas Prudhon, breveté en 1897 et présenté à l’occasion de l’exposition universelle de 1900 à Paris. Mais il attira une telle foule qu’il dut être interrompu au bout de trois jours d’exploitation pour des raisons de sécurité.
Contrairement à une légende solidement établie, il n'y a sans doute jamais eu de projection publique, mais des descriptions imaginaires dans la presse de l'époque et les brochures publicitaires. Le 18 août de la même année, la Société française du Cinéorama fut mise en liquidation judiciaire.

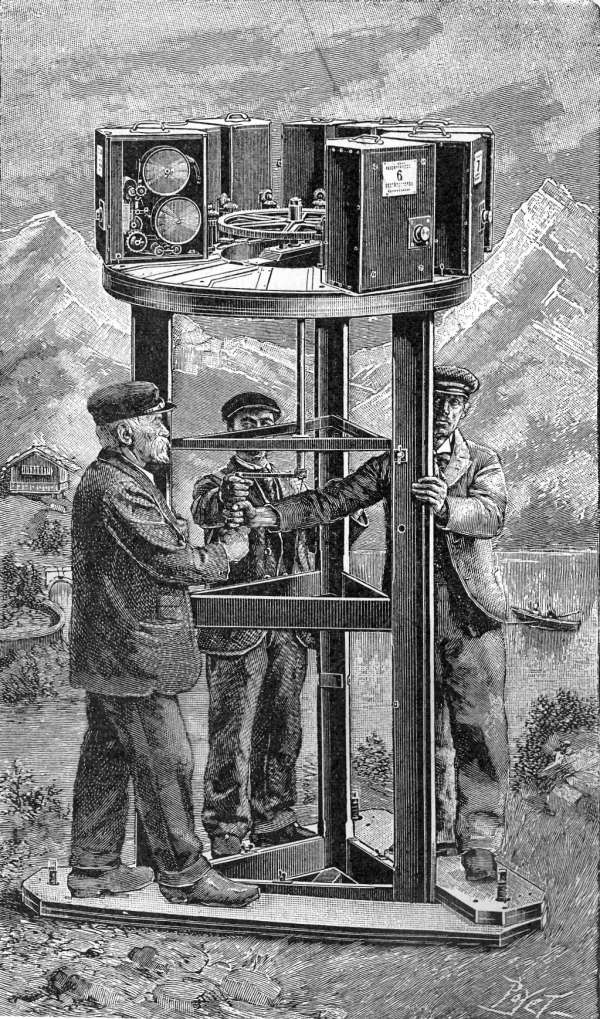
Plateforme de caméras.

Le Cinéorama, qu'il ait fonctionné ou non, reste par sa conception le premier des procédés de cinéma projetant des images à 360°.
L'historien Jean-Jacques Meusy a fait la lumière sur cette belle légende, que des générations successives d'historiens du cinéma ont pris pour argent comptant.
Il fut le premier des procédés de cinéma circulaires : polyvision, cinemiracle, thrillerama, wonderama, circarama, circlorama, quadravision.

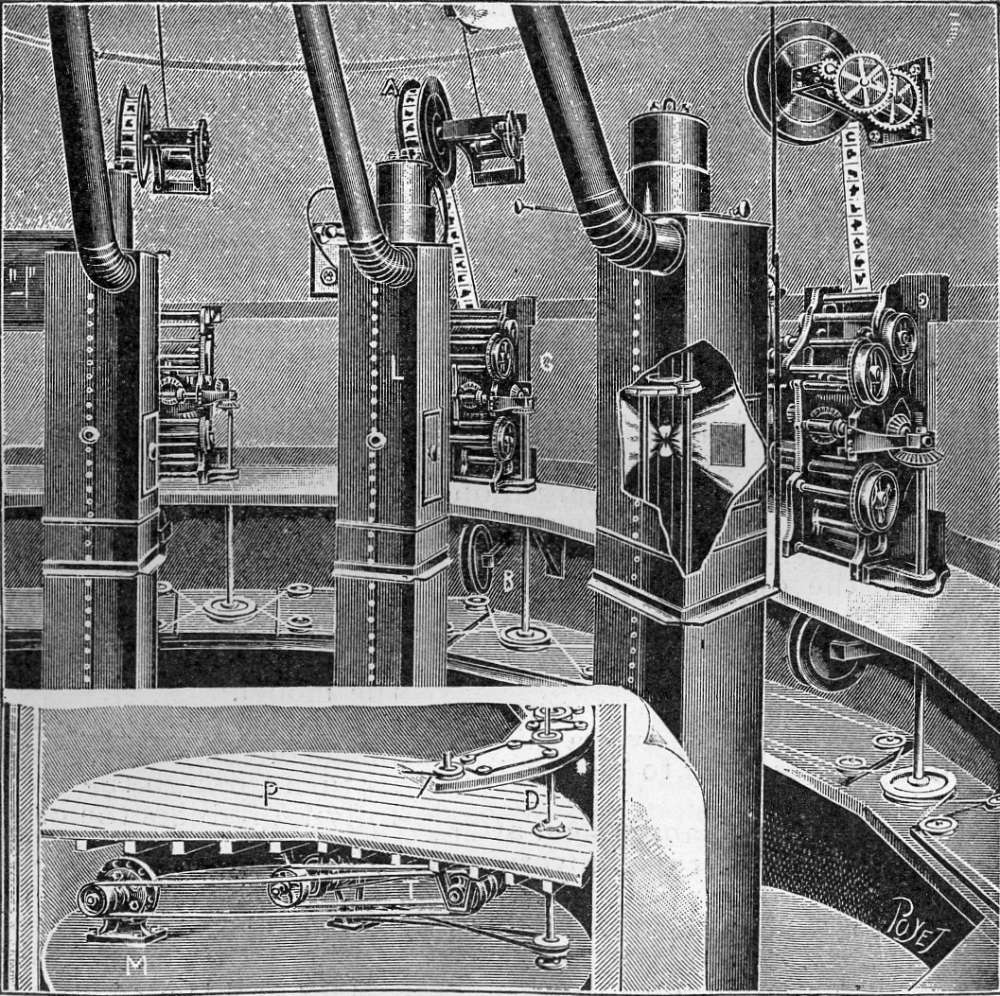
Dans la cabine de projection.

## Sources
- Jean-Jacques Meusy, « L’énigme du Cinéorama », Archives, n°37, janvier 1991, p. 1-16.
- Jean-Jacques Meusy, Paris-Palaces ou le Temps des cinémas (1894-1918), Paris, CNRS Éditions, 1995  (ISBN 2-271-05361-7).